# Prowincja Sukajkida
Prowincja Sukajkida albo Sakikda (arab. ولاية سكيكدة) – jedna z 48 prowincji Algierii, znajdująca się w północnej części kraju.